# By the Light of the Silvery Moon (Lied)
By the Light of the Silvery Moon (auch By the Light of the Silv'ry Moon) ist ein Popsong, den Gus Edwards (Musik) und Edward Madden (Text) verfassten und 1909 veröffentlichten.

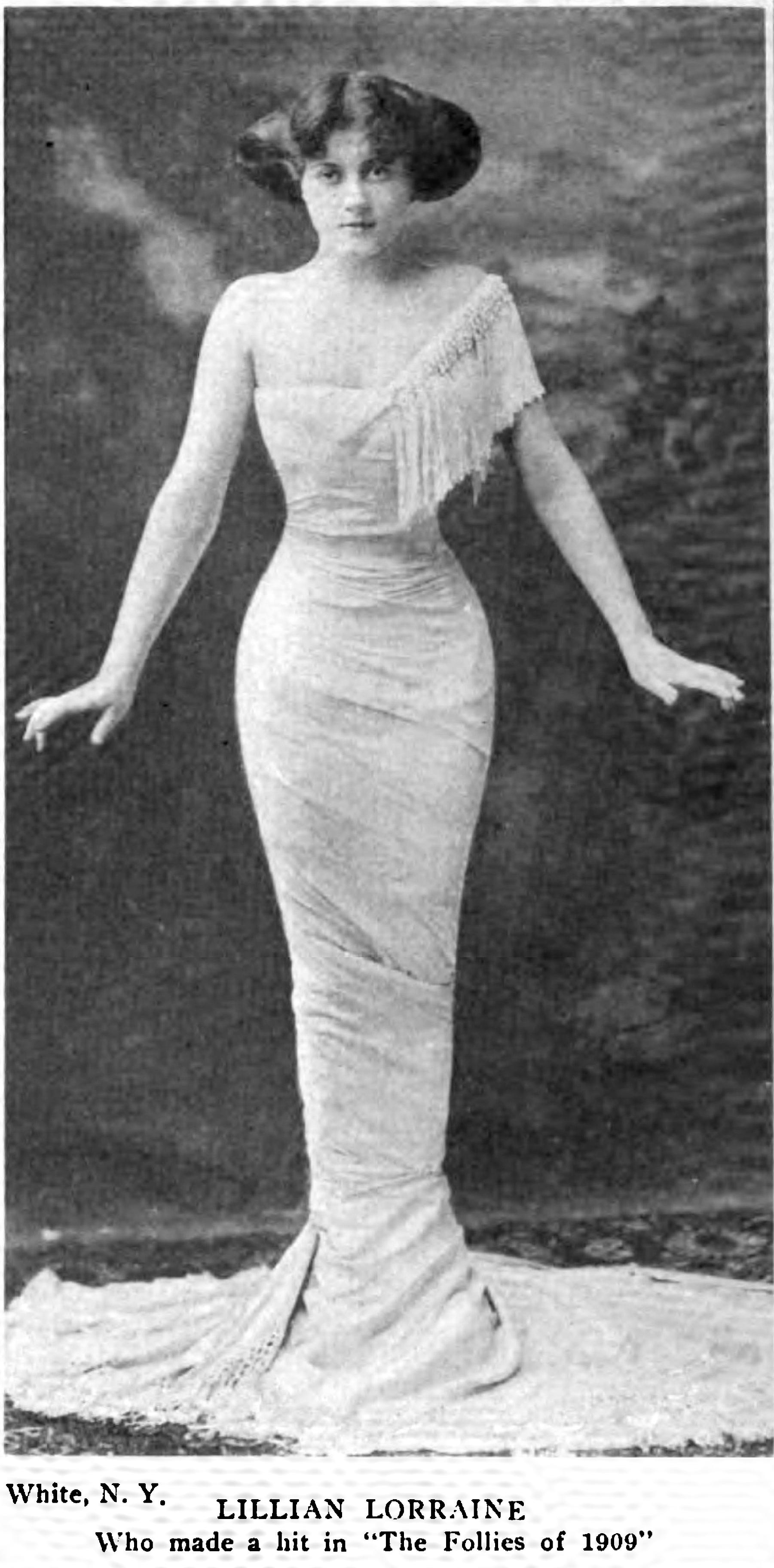
Lillian Lorraine (1909)

## Hintergrund
Erstmals vorgestellt wurde der Song im Vaudeville von Lillian Lorraine; das Lied gehörte zu einer Reihe von Tin Pan Alley Songs mit Bezug zum Mond.

## Erste Aufnahmen und spätere Coverversionen
Zu den Musikern, die den Song ab 1909 in den Vereinigten Staaten aufnahmen, gehörten Billy Murray und das Haydn Quartet (Victor 16460), das Peerless Quartet und Ada Jones (1910, Edison cylinder 10362). Billy Murray nahm 1923 eine Parodie auf den Song auf (Stand Up and Sing for Your Father an Old Time Tune). Bing Crosby sang das Lied 1941 im Soundtrack des Musikfilms The Birth of the Blues, begleitet vom Jack Teagarden Orchestra. Zu den Musikern, die den Song ab 1942 coverten, gehörten Bob Chester, Fats Waller, Les Paul, Harry James, Johnny Guarnieri, Frank Froeba, The Mills Brothers/Hal McIntyre, Boyd Raeburn, Lizzy Miles, Lenny Breau, Etta James und Ray Charles. Das Ray Noble Orchestra kam 1944 mit By the Light of the Silv'ry Moon (Gesang Snooky Lanson) auf #17 der US-Charts; der Song wurde in späteren Jahren außerdem von Pop- und R&B-Sängern wie Teresa Brewer,
Gene Vincent und Little Richard gecovert. Der Diskograf Tom Lord listet im Bereich des Jazz insgesamt 26 (Stand 2015) Coverversionen.  Der Song fand auch Verwendung in zahlreichen Filmen; u. a. in dem gleichnamigen Spielfilm (dt. Titel Heiratet Marjorie?), wo er von Doris Day und Gordon MacRae vorgestellt wird.